# Caja de plástico

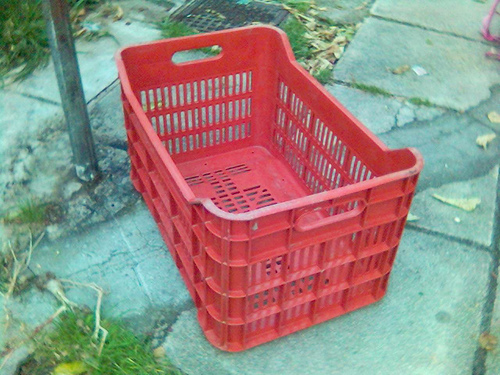
Una caja de plástico

Las cajas de plástico son embalajes reutilizables destinados al transporte y almacenaje de determinados productos. 
Los fabricantes de cajas y contenedores de plástico tienen dos mercados principales: el sector hortofrutícola y el industrial. En cuanto al primero, sus clientes están interesados en los denominados Envases Reutilizables de Transporte (ERT) que suelen ser perforados (para favorecer la respiración del producto) y apilables. En cuanto al sector industrial, existen muchos tipos de cajas plásticas en el mercado: con apertura frontal, con apertura lateral, con asas abiertas, con asas cerradas, paredes y fondo liso, paredes y fondo rejado, apilables, encajables, plegables, etc… Están disponibles en una gran cantidad de medidas. Se utilizan como medio de almacenaje o transporte, tanto en circuitos internos dentro de fábrica como externos entre proveedores y clientes de los más diversos sectores industriales.
Dentro de las cajas de plástico para uso industrial cabe resaltar dos tipologías por su importancia y especificidad: las cajas norma europa y las cajas con sistemas de posicionamiento y guiado en líneas de transporte y almacenes automáticos.
Las principales ventajas de la caja de plástico respecto a otros materiales son la ligereza, resistencia a los impactos y la uniformidad de medidas y dimensiones. Como inconvenientes, destacan las dificultades de cumplir las exigentes normativas sobre etiquetado de productos. Dicho etiquetado debe realizarse mediante una etiqueta previamente impresa que, habitualmente, se fija a la caja por medio de un etiquetero, dada la dificultad de marcaje sobre la propia caja.

## Cajas Norma Europa
Las cajas de polipropileno para uso industrial más utilizadas en el mercado europeo son las denominadas como Norma Europa. La Norma Europa engloba todas aquellas cajas cuyas medidas, tomadas en el marco superior, sean submúltiplos de las medidas normalizadas del palet Europeo, de ahí su nombre.
De este modo se pueden apilar, almacenar y/o transportar un número definido de cajas Norma Europa en un palet Europeo, incluso combinando diferentes medidas de cajas, sin que sobre o falte espacio en el propio palet facilitando, ordenando y asegurando el apilamiento de las cajas en la operación y optimizando el aprovechamiento de los palets y, por tanto, minimizando costes de transporte y almacenamiento.
| Denominación         | Dimensiones de la base |
| -------------------- | ---------------------- |
| Palet Europeo        | 1300 × 800 mm          |
| Caja norma Europa de | 600 × 800 mm           |
| Caja norma Europa de | 600 × 400 mm           |
| Caja norma Europa de | 300 × 400 mm           |
| Caja norma Europa de | 300 × 200 mm           |

## Pools de cajas de plástico

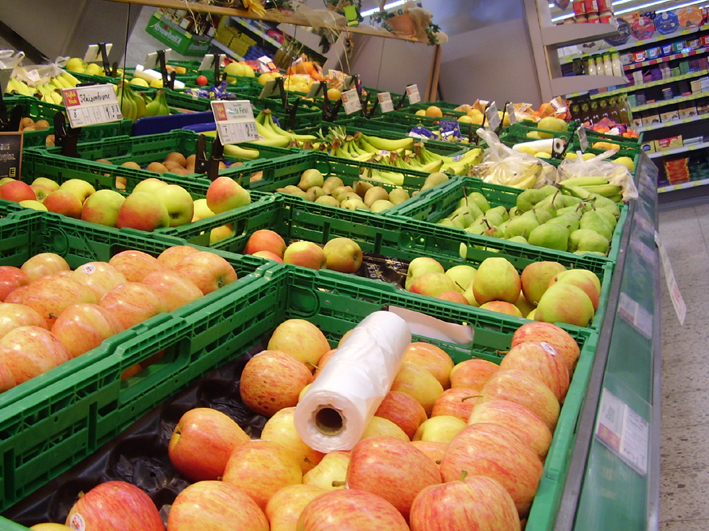
Exposición de frutas en cajas de plástico

Son empresas que realizan el alquiler de cajas y contenedores (principalmente para el sector hortofrutícola) y se comprometen a la recogida y limpieza del envase una vez llega el contenido a su destino. El funcionamiento es el siguiente: se cobra una tarifa por utilización de las cajas entregadas y una fianza por cada caja entregada. El alquiler suele incluir la entrega de los envases vacíos en el lugar que el cliente escoja y su recogida, una vez han sido vaciados, en el punto de venta, así como el lavado de la caja. Los modelos de caja ofertados se restringen a dos áreas de base (60x40 y 30x40) y varias alturas en cada una.
 
El sistema de pools de Embalajes Reutilizables de Transporte (ERT) comenzó a instaurarse en Europa a principios de los años 90, como respuesta a las reglamentaciones sobre embalajes que iban entrando en vigor en países como Alemania. Por volumen y la longitud de sus desplazamientos, el indiscutible cliente de los pools en Europa ha sido el sector hortofrutícola. 
A principios de 1997 se acordaron unos estándares de borde y medida para los modelos de caja más utilizados en el transporte hortofrutícola, lo que facilita la interapilidad de los envases.
Con respecto al medio ambiente, los pools se caracterizan por fomentar el empleo de contenedores multiuso, a diferencia del cartón y la madera, que teóricamente están destinados a un solo uso. En cambio, el plástico que incorporan muchas cajas no es 100% reciclable y por ello contamina más que el cartón o la madera. Así muchos pools se han decantado por utilizar envases de polipropileno, un material totalmente recuperable.
Estos son algunos de los más importantes grupos internacionales: STECO INTERNATIONAL, Euro Pool System, IFCO y CHEP. En los últimos años este negocio ha crecido a gran velocidad, al ser muy apreciado por las cadenas de distribución que valoran la estandarización de medidas y su rigidez lo que hace más fácil su gestión dentro del comercio.
- Datos: Q5739462